# مكانك
"مكانك" يُعتبر الألبوم رقم 34، في مسيرة عمرو دياب الممتدة منذ 4 عقود تقريباً، ويضم 12 أغنية متنوعة، تعاون فيهم مع عدد كبير من الشعراء والملحنين والموزعين، أبرزهم الشاعر تامر حسين، والموزع أحمد إبراهيم، الذي شارك كل منهما بـ5 أغانٍ دفعة واحدة، كما تعاون أيضاً ولأول مرة مع الشاعر مصطفى حدوتة، و الملحن محمد يحيى الذي شارك في ألحان ثلاث أغانٍ و هم "سلامك وصلي" و "واخدين راحتهم" ، و أغنية "ظبط مودها" من كلمات الشاعر الكبير بهاء الدين محمد،
و شارك الشاعر الكبير أيمن بهجت قمر في أغنيتين و هما "معرفش حد بالاسم ده" و أغنية " المعنويات مرتفعة " من ألحان الملحن عزيز الشافعي
تم إصدار ألبوم مكانك في نهاية ديسمبر 2023 على منصة "Anghami" بشكل حصري.
و لم يتم إصداره بشكل رسمي على منصة يوتيوب و جميع المنصات المماثلة مما أثار غضب كثير من عشاق عمرو دياب وقتها.
في منتصف عام 2024 تعاقد الفنان عمرو دياب مع شركة "Sony Music Middle East" و أنهى التعاقد مع شركة ناي و أصدر الألبوم على جميع المنصات لاحقاً.

## قائمة الأغاني
| الرقم | أسم الأغنية        | المدة | الشاعر          | الملحن       | الموزع         |
| ----- | ------------------ | ----- | --------------- | ------------ | -------------- |
| 1     | مكانك              | 03:25 | تامر حسين       | عمرو دياب    | أحمد أبراهيم   |
| 2     | يا قمر             | 04:35 | مصطفى حدوتة     | عمرو دياب    | وسام عبدالمنعم |
| 3     | معرفش حد بالإسم ده | 04:20 | أيمن بهجت قمر   | أحمد إبراهيم | أحمد إبراهيم   |
| 4     | بيوحشنا            | 03:45 | تامر حسين       | مدين         | أحمد إبراهيم   |
| 5     | ماتتعوضش           | 03:11 | تامر حسين       | عزيز الشافعي | شريف فهمي      |
| 6     | الكلام ليك         | 03:28 | تامر حسين       | محمد قماح    | أسامة الهندي   |
| 7     | سلامك وصلي         | 04:49 | محمد القاياتي   | محمد يحيى    | أحمد إبراهيم   |
| 8     | مابتغيبش           | 05:04 | عزيز الشافعي    | عزيز الشافعي | أحمد إبراهيم   |
| 9     | ظبط مودها          | 03:12 | بهاء الدين محمد | محمد يحيى    | عادل حقي       |
| 10    | لوحدنا             | 04:16 | تامر حسين       | عمرو دياب    | أسامة الهندي   |
| 11    | واخدين راحتهم      | 03:17 | محمد البوغة     | محمد يحيى    | وسام عبدالمنعم |
| 12    | المعنويات مرتفعة   | 03:11 | أيمن بهجت قمر   | عزيز الشافعي | وسام عبدالمنعم |

## [1]مصادر
1. ↑  http://www.youtube.com/@AmrDiab